# Psychotria flaviflora
Psychotria flaviflora är en måreväxtart som först beskrevs av Kurt Krause, och fick sitt nu gällande namn av Charlotte M. Taylor. Psychotria flaviflora ingår i släktet Psychotria och familjen måreväxter. Inga underarter finns listade i Catalogue of Life.